# Open Flair
L'Open Flair, est un festival de rock, organisé à Eschwege, en Allemagne.

## Histoire
L'Open Flair a lieu pour la première fois en 1985. Le nombre de visiteurs est d'environ 20 000 personnes par an. Outre le programme musical sur trois scènes — la Seebühne directement au bord du lac Werratalsee, la Freibühne et la Bob-Bühne — le festival propose également des spectacles de cabaret et des programmes pour enfants. Depuis 2017, il existe 2 scènes supplémentaires, la scène de la cour et le jardin électrique. Pour cela, trois autres scènes sont installées, en partie sous de grandes tentes. Sur le plan musical, l'accent est mis sur le rock au sens large, mais d'autres genres musicaux sont également représentés.
Au fil des années, le festival s'agrandit progressivement ; en 2014, environ 120 artistes se sont produits dans le cadre de l'Open Flair. Entre 2009 et 2019, l'Open Flair affiche complet chaque année. Les artistes connus qui se sont produit à l'Open Flair sont Die Toten Hosen, Manfred Mann's Earth Band, Die Ärzte, Die Fantastischen Vier, Seeed, Broilers, Beatsteaks, The Hives, Social Distortion, Casper, Deichkind, Bullet for My Valentine et bien d'autres.
Les éditions 2020 et 2021 sont annulées en raison de la pandémie de Covid-19 en Allemagne.